# 그리스 제2공화국
그리스 제2공화국(그리스어: Β΄ Ελληνική Δημοκρατία)는 1924년부터 1935년까지 그리스에 있던 정권을 이른다. 제2공화국 이전에는 글뤽스부르크 왕가의 "군주제 공화국"의 시대였으며, 제2공화국은 이후 군사 정변이 일어나 붕괴되고 군주정이 복고되었다. 제2공화국은 근대 그리스 역사에서 그리스 혁명 당시 의회와 임시 정부가 있던 그리스 제1공화국 이후 두 번째로 왕이 없던 시기이다.
그리스 제2공화국은 소아시아 작전에서 그리스가 터키에 패배하고 왕당파 정부가 매우 지탄을 받던 이후 1924년 3월 25일에 선포되었다. 오래 존속하지 못한 제2공화국은 불안정한 정권이었다. 그리스 사회는 국론 분열로 친공화파인 베니젤로스파와 더불어 공화국의 적법성도 인정하길 거부했던 인민당으로 대표되는 군주정파가 서로 갈등하였다. 그리스어 문제와 건축 양식 등 문화나 사회 문제에서도 양 세력은 서로 대립하였다. 사회 갈등에 군부의 정치 개입까지 더해져 몇 차례 쿠데타 시도가 일어났다. 당시 경제는 10년간의 전쟁으로 피폐해졌으며, 그리스-터키 인구 교환으로 국내에 들어온 150만 난민들을 원주할 수 없는 형편이었다. 1928~1932년 엘레프테리오스 베니젤로스의 개혁주의 정부가 노력했으나, 대공황으로 그리스 경제는 심각한 타격을 입고 만다. 1933년 선거에서 인민당이 승리하고, 베니젤로스파의 쿠데타가 두 번 실패하면서 요르요스 2세가 복위하였다.

## 역사
1922년 그리스가 터키에 패배하면서(소아시아 재앙) 패배한 그리스 군은 왕당파 정부에 반란을 일으켰다. 니콜라오스 플라스티라스, 스틸리아노스 고나타스 등 베니젤로스파 장교들의 강요로 콘스탄티노스 1세는 다시 폐위되었으며, 1923년 망명 중에 세상을 떠났다. 그의 뒤를 이은 장남 요르요스 2세도 얼마 안되어 의회에서 그리스를 떠날 것을 요구받았으며, 그리스는 어떤 정부 체제를 채택해야 할지 결정하여 결국 공화제를 선택하였다. 군주정 폐지는 1915년 콘스탄티노스 임금과 정적 엘레프테리오스 베니젤로스의 대립에서 정점을 이룬 사건이었다.
그리스 공화국의 첫 대통령은 베니젤로스 지지자인 파블로스 쿤투리오티스 제독으로, 1925년에 군사 정변이 일어나 사임하였다. 정변을 주도한 테오도로스 팡갈로스 장군이 뒤를 이었으나, 다섯 달 뒤 페트리히 사건으로 그 역시 군부에 제거되었다. 쿤투리오티스는 복권되어 1929년 선거에서 다시 대통령에 선출되었으나, 그 해에 건강 문제로 사임하게 되었다. 후임 대통령 알렉산드로스 제미스는 1935년 왕정이 복고될 때까지 재직하였다.
1928년~1932년 사이 엘레프테리오스 베니젤로스의 마지막 정권 시대에 그리스는 안정과 번영을 구가하였으나, 대공황의 여파로 정치는 다시 불안해졌다. 군주정으로 회귀하려는 움직임이 뚜렷해지자 베니젤로스파 장교들은 1935년 3월 쿠데타를 일으켰으나, 요르요스 콘딜리스 장군이 진압하였다. 1935년 10월 10일 육군 총사령관은 파나이스 찰다리스 정부를 전복하였으며, 콘딜리스는 자신을 섭정으로 선포하였다. 그는 공화정을 폐지하고 그해 11월 11일에 국민투표를 실시하여 왕정이 복고되었으며, 요르요스 2세가 즉위하였다.